# Kings megye (Kalifornia)
Kings megye az Amerikai Egyesült Államokban, azon belül Kalifornia államban található. Megyeszékhelye Hanford. Lakosainak száma 152 486 fő (2020. április 1.). Kings megye Monterey, Tulare, Kern, San Luis Obispo és Fresno megyékkel határos.

## Népesség
A megye népességének változása:
| Lakosok száma | 152 417 | 151 994 | 151 382 | 150 960 | 150 965 | 152 940 | 152 486 | 153 443 |
|               | 2010    | 2011    | 2012    | 2013    | 2015    | 2019    | 2020    | 2021    |